# Domahidy család
A Domahidy család (Domahidi) régi, törzsökös Szatmár megyei család, mely a Balogsemjén nemzetségből származik.

## Története
A család törzse Domán (Domanius) volt, birtokai a Kraszna partján feküdtek és mivel a folyón a hidat ő építette a helységet Domahidanak, családját pedig Dománhidynek, később pedig Domahidynek nevezték.
Egy 1280 körüli oklevélben (szerződésben) az e nemzetségből való I. Mihály megígérte, hogy az ő "frater"-ének, Péternek fiát Domahidy Miklóst nevelés végett átadja, de a gyermek vagyonára ő vigyáz, s ha a gyermek meghalna, ő fizeti ki az özvegynek nászhozományát, aki különben másodszor is férjhez ment a Bogátradvány nemzetségbeli Sándorhoz. A frater szóból, valamint abból, hogy Domahidy Miklós után I. Mihály, Ubul fia örökölt, következik, hogy e Miklós I. Mihálynak hihetőleg unokatestvére volt és 1280-ban megígérte azt is, hogy a beszedett jövedelem felét és a domahidi vám felét I. Miklós neveltetésére fordítja, 1280 után pedig a fiatal Miklóssal együtt rendel ki egy gondviselőt Domahida és Penyige helységekben.

## A család nevezetesebb tagjai
- I. Miklós - 1300 körül comes
- V. Miklós - 1642. évben főjegyző
- VI. Miklós - 1694-1699 alispán

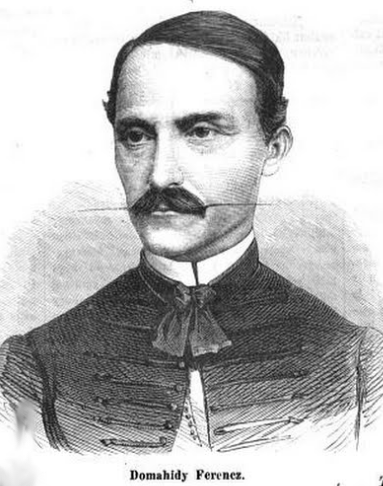
Domahidy Ferenc (képviselő)

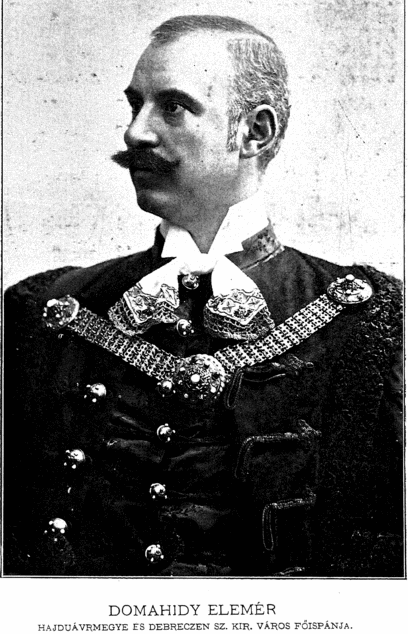
Domahidy Elemér

- László - 1703-ban szolgabíró és később gróf Károlyi Sándor generalis főkamarása volt
- I. István - 1733-1757 között élt, ő volt Domahida új telepítője
- Ferenc - Mária Terézia alatt katona főtiszt
- Menyhért 1848-ban másodalispán
- Pál - 1848-49-ben Kossuth Lajos kormánybiztosa, 1867-1872-ig első alispán és egyházmegyei főgondnok
- Dániel - 1848-49-ben nemzetőr kapitány
- Gedeon - 1842-1848 között megyei tiszti főügyész és főpénztárnok
- Ferenc (Angyalos, 1824. október 14. – Budapest, 1902. január 28.) 1848–49-ben Vilmos huszárok századosa, 1861-ben országgyűlési képviselő, 1865–1872 között országgyűlési képviselő, 1875–1892-ig főispán, a Lipót rend lovagja[1]
- II. István - 1867-1872-ig főszolgabíró, 1872-től 1893-ig országgyűlési képviselő, majd egyházmegyei tanácsbíró, az Ecsedi-láp szabályozó társulatnak alakulásától igazgatósági választott tagja volt
- Sándor - 1868-1875-ig kincstári ügyész, 1875-től 1893. évig királyi közjegyző, az Ecsedi-láp lecsapoló társulat alelnöke és a vármegyei gazdasági egyesület elnöke († 1907)
- Elemér - 1889-től 1901-ig főszolgabíró, 1901-től 1903-ig országgyűlési képviselő, 1903-tól 1905-ig Hajdú vármegye és Debrecen város főispánja, majd egyházmegyei főgondnok, az Ecsedi-láp lecsapoló társulat igazgatóságának választott tagja; fia István (született 1898-ban)
- Viktor volt főszolgabíró, utána országgyűlési képviselő, majd angyalosi birtokos, - fiai György és Ferenc
- Pál 1906-tól szolgabíró volt a szatmári járásban

## A család címere
Kék pajzsban arany-koronán könyöklő páncélos kar kardot tart. Sisakdísz ugyanaz. Foszlányok: kék-arany, vörös-ezüst.